# 필름 프레임
프레임(frame)은 영화 제작, 영상 제작, 애니메이션 및 관련 분야에서 완전한 동영상을 구성하는 수많은 정지 이미지 중 하나이다. 이 용어는 순차적으로 기록된 단일 이미지가 개별적으로 검사할 때 액자 사진처럼 보이는 필름 스톡의 역사적 발전에서 파생되었다.
이 용어는 카메라 뷰파인더에 표시되거나 화면에 투영되는 이미지의 가장자리를 지칭하기 위해 보다 일반적으로 명사 또는 동사로 사용될 수도 있다. 따라서 카메라 오퍼레이터는 자동차가 빠르게 지나갈 때 패닝하여 자동차를 프레임에 유지한다고 말할 수 있다.

## 개요
동영상이 표시되면 각 프레임이 짧은 시간(현재는 일반적으로 1/24, 1/25 또는 1/30초) 동안 화면에 깜박인 후 즉시 다음 프레임으로 교체된다. 시각의 지속성은 프레임을 함께 혼합하여 움직이는 이미지의 환상을 만들어낸다.
프레임은 때때로 시간 단위로 사용되므로 순간적인 이벤트가 6프레임 동안 지속된다고 할 수 있다. 실제 지속 시간은 사용 중인 비디오 또는 영화 표준에 따라 달라지는 시스템의 프레임 속도에 따라 달라진다. 북미와 일본에서는 초당 30프레임(fps)이 방송 표준이며, 이제 영화처럼 보이도록 고화질 비디오 촬영을 위해 초당 24프레임이 일반적이다. 나머지 세계 대부분의 지역에서는 초당 25프레임이 표준이다.
원래 Chromilog NTSC TV 시스템과 관련된 이유로 역사적으로 NTSC 표준을 기반으로 한 시스템에서 정확한 프레임 속도는 실제로 (3579545 / 227.5) / 525 = 29.97002616fps이다. 이로 인해 NTSC 외부에서는 알려지지 않은 많은 동기화 문제가 발생하고 프레임 드롭 타임코드와 같은 해킹이 발생한다.
영화 프로젝션에서는 초당 30, 48 또는 심지어 60프레임이 사용되는 IMAX, Showscan 및 Iwerks 70과 같은 일부 특수 장소 시스템을 제외하고는 24fps가 일반적이다. 무성영화와 8mm 아마추어 영화는 16 또는 18 프레임/초를 사용했다.

## 같이 보기
- 가로세로비 (영상)
- 프레임 레이트
- 키 프레임
- 슬로 모션
- 와이드스크린